# Équipe d'Uruguay masculine de handball
 (juin 2018).
Si vous disposez d'ouvrages ou d'articles de référence ou si vous connaissez des sites web de qualité traitant du thème abordé ici, merci de compléter l'article en donnant les références utiles à sa vérifiabilité et en les liant à la section « Notes et références ».
L'équipe de l'Uruguay de handball masculin représente l'Uruguay lors des compétitions internationales, notamment aux Championnats panaméricains puis aux Championnats d'Amérique du Sud et centrale.

## Parcours en compétitions internationales
| Édition       | Tour              | Rang    | J  | V  | N  | D  | BP  | BC  | Diff |
| ------------- | ----------------- | ------- | -- | -- | -- | -- | --- | --- | ---- |
| 1938 a / 2019 | NQ                | NQ      | NQ | NQ | NQ | NQ | NQ  | NQ  | NQ   |
| 2021          | Tour principal    | 24e     | 6  | 1  | 0  | 5  | 98  | 192 | -94  |
| / 2023        | Tour préliminaire | 32e     | 7  | 0  | 0  | 7  | 175 | 248 | -73  |
| Total         | 2/28              | 0 titre | 13 | 1  | 0  | 12 | 273 | 440 | -167 |

| Édition | Tour                   | Rang         | J            | V            | N            | D            | BP           | BC           | Diff         |
| ------- | ---------------------- | ------------ | ------------ | ------------ | ------------ | ------------ | ------------ | ------------ | ------------ |
| 1987    | Non qualifié           | Non qualifié | Non qualifié | Non qualifié | Non qualifié | Non qualifié | Non qualifié | Non qualifié | Non qualifié |
| 1991    | Non qualifié           | Non qualifié | Non qualifié | Non qualifié | Non qualifié | Non qualifié | Non qualifié | Non qualifié | Non qualifié |
| 1995    | Non qualifié           | Non qualifié | Non qualifié | Non qualifié | Non qualifié | Non qualifié | Non qualifié | Non qualifié | Non qualifié |
| 1999    | Poule de classement    | 6e           | 4            | 1            | 0            | 3            | 69           | 112          | -43          |
| 2003    | Match pour la 3e place | 4e           | 4            | 2            | 0            | 3            | 113          | 147          | -34          |
| 2007    | Match pour la 3e place | 4e           | 5            | 2            | 0            | 3            | 115          | 134          | -19          |
| 2011    | Non qualifié           | Non qualifié | Non qualifié | Non qualifié | Non qualifié | Non qualifié | Non qualifié | Non qualifié | Non qualifié |
| 2015    | Match pour la 3e place | 4e           | 5            | 2            | 0            | 3            | 106          | 121          | -15          |
| 2019    | Non qualifié           | Non qualifié | Non qualifié | Non qualifié | Non qualifié | Non qualifié | Non qualifié | Non qualifié | Non qualifié |
| Total   | 4/9                    | 0 titre      | 18           | 7            | 0            | 12           | 403          | 514          | -111         |

| Édition     | Tour                   | Rang         | J            | V            | N            | D            | BP           | BC           | Diff         |
| ----------- | ---------------------- | ------------ | ------------ | ------------ | ------------ | ------------ | ------------ | ------------ | ------------ |
| 1979 à 1989 | Non qualifié           | Non qualifié | Non qualifié | Non qualifié | Non qualifié | Non qualifié | Non qualifié | Non qualifié | Non qualifié |
| 1994        | Phase de groupe        | 7e           | 6            | 0            | 0            | 6            | 37           | 84           | -47          |
| 1996        | Non qualifié           | Non qualifié | Non qualifié | Non qualifié | Non qualifié | Non qualifié | Non qualifié | Non qualifié | Non qualifié |
| 1998        | Phase de groupe        | 9e           | 4            | 0            | 0            | 4            | 77           | 153          | -76          |
| 2000        | Phase de groupe        | 8e           | 5            | 0            | 0            | 5            | 106          | 154          | -48          |
| 2002        | Non qualifié           | Non qualifié | Non qualifié | Non qualifié | Non qualifié | Non qualifié | Non qualifié | Non qualifié | Non qualifié |
| 2004        | Non qualifié           | Non qualifié | Non qualifié | Non qualifié | Non qualifié | Non qualifié | Non qualifié | Non qualifié | Non qualifié |
| 2006        | Phase de groupe        | 6e           | 5            | 1            | 0            | 4            | 131          | 139          | -8           |
| 2008        | Phase de groupe        | 6e           | 4            | 1            | 0            | 3            | 81           | 115          | -34          |
| 2010        | Phase de groupe        | 5e           | 5            | 3            | 1            | 1            | 131          | 139          | -8           |
| 2012        | Match pour la 3e place | 4e           | 5            | 2            | 0            | 3            | 107          | 136          | -29          |
| 2014        | Match pour la 3e place | 4e           | 5            | 2            | 0            | 3            | 118          | 129          | -11          |
| 2016        | Match pour la 3e place | 4e           | 7            | 4            | 0            | 3            | 172          | 173          | -1           |
| 2018        | Match pour la 5e place | 6e           | 7            | 4            | 0            | 3            | 194          | 181          | 13           |
| Total       | 10/18                  | 0 titre      | 53           | 17           | 1            | 35           | 1154         | 1413         | -259         |

| Édition | Tour                   | Rang                                | J | V | N | D | BP  | BC  | Diff |
| ------- | ---------------------- | ----------------------------------- | - | - | - | - | --- | --- | ---- |
| 2020    | Poule unique           | Médaille de bronze, Amérique du Sud | 5 | 3 | 0 | 2 | 148 | 110 | 38   |
| 2022    | Match pour la 3e place | 4e                                  | 4 | 1 | 0 | 3 | 101 | 129 | -28  |
| Total   | 2/2                    | 0 titre                             | 9 | 4 | 0 | 5 | 249 | 239 | 10   |

## Effectif
Les 16 joueurs sélectionnés pour disputer le Mondial 2023 sont :